# جيمس محمود رايس
جيمس محمود رايس (بالإنجليزية: James Mahmud Rice)‏ هو عالم اجتماع أمريكي وأسترالي، ولد في 1972 في هونولولو في الولايات المتحدة.